# 名倉医院
名倉医院（なぐらいいん）は、東京都足立区千住にある、整形外科医院(本院)である。江戸時代から接骨院として名を馳せ、遠方から訪れる骨折患者も多かったという。「名倉」の名の付く整形外科、整骨院、接骨院は全国に265軒あり、「名倉」の名前は骨接ぎの代名詞として広く知られている。

## 沿革
名倉家が千住に移ったのは江戸時代中期で、当主は重直（1712年没）であった。千住に移った名倉家が接骨業を開業したのは1770年-1771年（明和7-8年）頃と推定される。業祖は千住4代目の名倉直賢（なぐら なおかた）。
名倉の名をさらに高めたのは、千住7代目弥一といわれる。骨折や脱臼の患者が関東一円から千住に集まり、千住の名倉、骨つぎといえば名倉として全国に知られるようになっていった。1874年（明治7年）の医制発布の際にも名倉家は家業を守り抜き、整形外科医院として存続している。
「名倉流」と言われる「黒膏」と「あて木」(副木、包帯)に治療の特色がある。整復術そのものにのみならず、患部固定を行うことに技術があり、包帯が弛まないことで知られていた。ニワトコの木を蒸して臼で搗き粉にし、酒などで練りあげてつくる貼り薬「黒膏」や、ニワトコとキハダの粉を酢でとかした水薬を患部に塗るなどの治療法を用い、これらは当時「秘伝」と呼ばれていた。黒膏は21世紀に入っても製法が受け継がれていて、千住の本院限定で希望者に処方している。

### 名倉家に関わりのあった人
千住は、江戸の宿場の一つで、松尾芭蕉の「奥の細道」の出立の地であった。新潟に「名倉」が多いのは、越後との交流が盛んであったためである。長男勝介は、芸人・役者・相撲取りや勝海舟といった人たちとの交友関係が広がった。名倉では第二次世界大戦前までは、鳶衆（とびしゅう）、芸者、相撲取り、幇間（ほうかん；太鼓持ち）からは治療費を取らないという家訓があった。

## 建物と庭園
名倉医院の建造物（長屋門、旧診療所、茶室、旧母屋、蔵）は建築された年代が不明確で、由来についてはわからない点も多いが、一説では1770年（明和7年）頃ともされる。旧診療所については、江戸時代末期に大改修を行っている。その契機となったのは、徳川幕府第12代将軍徳川家慶の「休息所」を内示されたことであった。その内示は「千住御鷹野御成の御休息所申し付くるものなり」というもので、名倉家の当主だった市蔵尚壽が多大な苦心をして家屋を改修し、将軍の来訪の準備をした。徳川家が鷹狩りを千住で行ったのは1848年（嘉永元年）11月のことであった。ただしこのときに家慶は名倉家で休息せず、実際に訪れたのは後の13代将軍徳川家定であった。名倉家に現存する建物は、江戸時代末期のものに縁側部分を増築したものと推定される。
蔵は内蔵（うわぐら）、外蔵（したぐら）、米蔵が現存する。内蔵には家族はあまり入らず、使用人や書生が中のものの出し入れを担当した。年中行事のしつらえを始め、提灯、笠や道具類など家庭用品が収納され、第二次世界大戦後はカルテの保存場所でもあった。外蔵は昭和期に増築されたもので、内蔵の収納量が限界に来たため作られたものという。長持や先代の人々が嫁に出たり分家していったときに置いていった人形ケースや箪笥、大正期の電話帳などが残されている。米蔵は大正期に建てられたもので、第二次世界大戦前は小作農家が1年分の米を運び入れていた。米蔵には竜吐水（昔の消防ポンプ）や木桶なども保管されている。名倉家の建物は、1984年（昭和59年）に足立区登録記念物（史跡）となった。
庭園は、江戸時代に比べてかなり範囲が狭まっている。古地図によると、かつては現在の倍以上の面積があったといい、現存するのはかつて庭園だった部分の北端部である。この庭園はモミジやヤマウルシなどの紅葉を楽しむための庭で、現存の樹木は樹齢が70年から80年ほどのものが多い。カヤの古木が存在するが、これは樹齢が100年以上であり、樹木医が養生保存を行っている。通常は池のほとりに設置される雪見灯籠が庭園内にいくつか残されているため、往古は池泉回遊式の庭園だったと思われる。

## アクセス
- 北千住駅 徒歩15分